# کنوت (خرس قطبی)

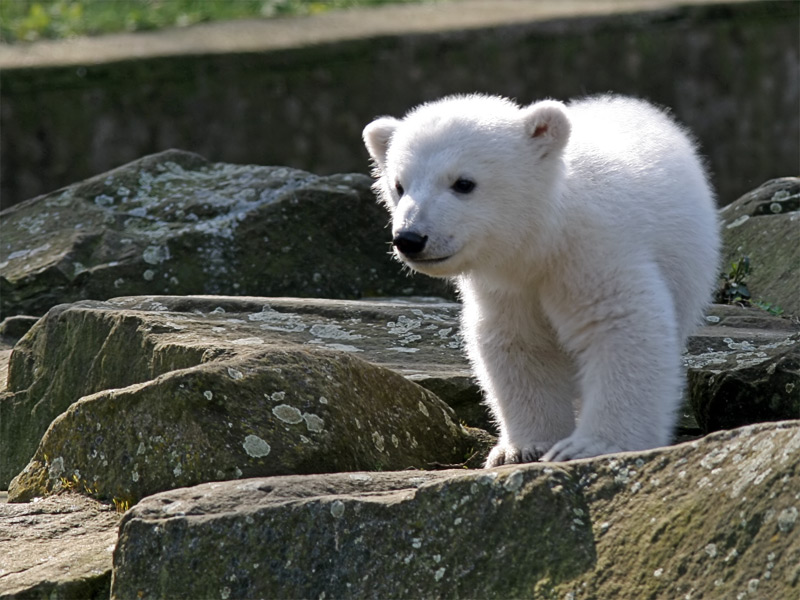
کنوت نوزاد، سال ۲۰۰۷

کنوت  (۵ دسامبر ۲۰۰۶ — ۱۹ مارس ۲۰۱۱) خرس قطبی محبوب باغ‌وحش برلین بود. کنوت در باغ‌وحش زاده شد. مادرش او را نپذیرفت و بنابراین کنوت توسط انسان‌ها بزرگ شد. او خیلی زود شهرتی جهانی یافت و تصویرش بر روی جلد مجلات پدیدار گردید و با الهام از او فیلم‌ها و ترانه‌هایی ساخته شد. کنوت تنها در نخستین سال زندگیش درآمد باغ‌وحش برلین را ۵ میلیون یورو افزایش داد. بیش از ۱۱ میلیون نفر در طول حیات کنوت از او بازدید کردند.

## مرگ
کنوت در سال ۲۰۱۱ و زمانی که چهار سال داشت بر اثر التهاب مغزی (آنسفالیت) در استخرش سقوط کرده و درگذشت. جسد او را پس از مرگش کالبدشکافی کردند. بدن تاکسیدرمی شدهٔ کنوت در سال ۲۰۱۴ و با وجود اعتراض حامیان حقوق حیوانات در موزهٔ تاریخ طبیعی برلین به نمایش درآمد.

## نگارخانه

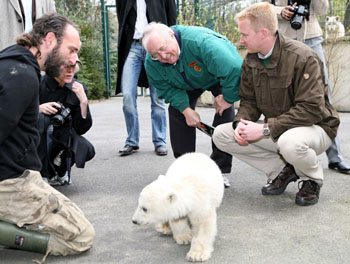
کنوت در کنار سفیر آمریکا در برلین، آوریل ۲۰۰۷
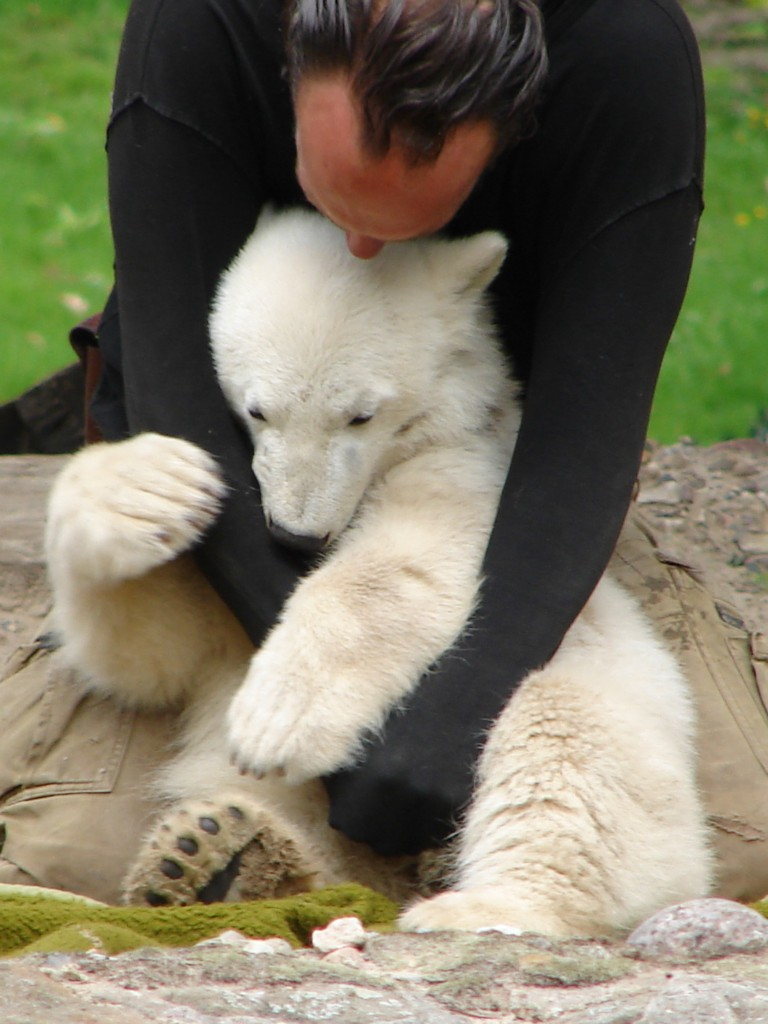
کنوت در حال بازی با متصدی نگهدارش، مه ۲۰۰۷
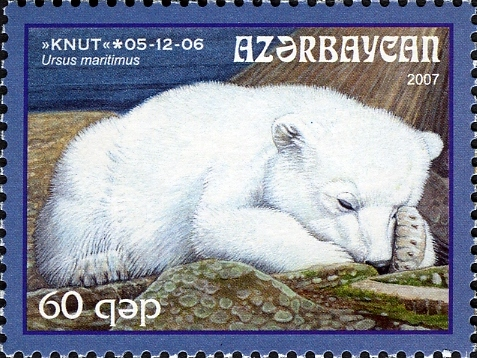
کنوت بر روی تمبری از جمهوری آذربایجان
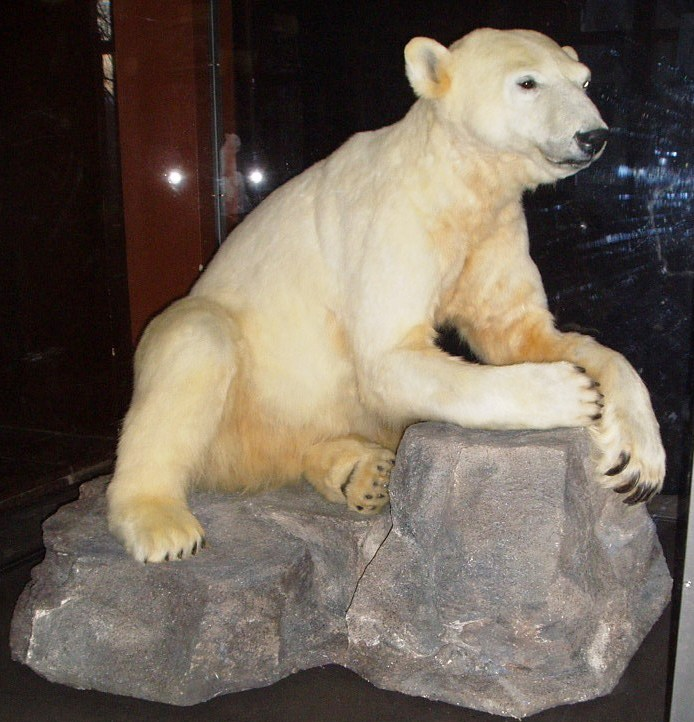
کنوت تاکسیدرمی شده در موزه تاریخ طبیعی برلین
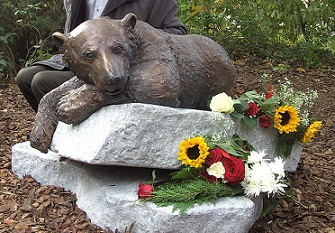
پیکرهٔ یادبود کنوت در باغ‌وحش تسولوگیشه گارتن برلین